# Typhlops khoratensis
Typhlops khoratensis är en ormart som beskrevs av TAYLOR 1962. Typhlops khoratensis ingår i släktet Typhlops och familjen maskormar. Inga underarter finns listade i Catalogue of Life.
Taxonet beskrevs med hjälp av exemplar frön östra Thailand. The Reptile Database flyttar populationen till släktet Indotyphlops och infogar den som synonym i Indotyphlops braminus.